# Saxifraga kolenatiana
Saxifraga kolenatiana är en stenbräckeväxtart som beskrevs av Eduard August von Regel. Saxifraga kolenatiana ingår i Bräckesläktet som ingår i familjen stenbräckeväxter. Inga underarter finns listade i Catalogue of Life.